# Harald Küppers
Harald Liebedank Küppers (* 13. Mai 1928 in Müden; † 31. Januar 2021 in Langen (Hessen)) war ein deutscher Drucktechniker (Inhaber mehrerer Patente) und Dozent. Er ist bekannt für seine Farbenlehre.

## Leben
Harald Küppers wurde in Müden in der Lüneburger Heide als jüngstes von sieben Kindern geboren. Er besuchte zunächst die Mittelrealschule in Werder (Havel) und danach die Oberrealschule in Potsdam, später Hermannsburg. Als 16-Jähriger wurde er als Kanonier zur Wehrmacht eingezogen. Er geriet im April 1945 in französische Kriegsgefangenschaft. Im Dezember 1948 kehrte er zurück. Er erlernte den Beruf des Chemigraphen (Reproduktionstechnik für Bilderdruck) und qualifizierte sich zum Meister. Im Frühjahr 1956 begann Küppers das Ingenieursstudium der Drucktechnik an der Höheren Graphischen Fachschule in Stuttgart, das er 1958 mit dem Diplom (FH) abschloss. Während dieser Zeit entwickelte er die Grundlagen seiner Farblehre.
Fast vier Jahrzehnte war Küppers Inhaber eines Frankfurter Reproduktionsunternehmens. Aus dieser Tätigkeit ergaben sich internationale Patente zur Verbesserung der Technologien des Mehrfarbdrucks. Während dieser Zeit war er zwölf Jahre der Vorsitzende des Fachbereiches Reproduktionstechnik im Bundesverband Druck. Er war Beirat im Forschungsinstitut der Druckindustrie Fogra und leistete Mitarbeit in verschiedenen Normenausschüssen zur Farblehre und zur Drucktechnik. Als Dozent für Farbenlehre an Universitäten und Fachschulen hatte er Lehraufträge, führte Seminare durch und hielt Experimentalvorträge. Einige seiner zehn Bücher zur Farbenlehre wurden in viele Sprachen übersetzt, darunter ins Japanische und ins Koreanische. Ergebnis der Lehrtätigkeit sind zahlreiche didaktische Materialien für den Unterricht zur Farbenlehre. Basierend auf seiner Theorie hat er durch Mischversuche in Zusammenarbeit mit einer Künstlerfarbenfirma einen Satz von Gouache-Malfarben in acht Grundfarben entwickelt, die durch systematische Mischversuche seine Farbentheorie bestätigen.
In verschiedenen Bundesländern ist die Küppers-Farbenlehre in den Rahmenrichtlinien der Schulen verankert. Für den F. A. Brockhaus Verlag hat er das Thema Farbenlehre in der Brockhaus Enzyklopädie aktualisiert.
Seine Beschäftigung mit Farbe führte ihn von der Tätigkeit als Forscher und Theoretiker zur künstlerischen Farbgestaltung von ambivalenten konstruktivistischen Farbkollagen. Küppers' Ansichten stehen – nach Ansicht des Physikers Dietrich Zawischa – im Widerspruch zum Stand der Wissenschaft.
Küppers war Ehrenmitglied des Bundes Deutscher Kunsterzieher (BDK). Harald Küppers wurde 1990 das Bundesverdienstkreuz am Bande verliehen.

## Küppers’ Farbenlehre

### Urfarben und Grundfarben
Küppers bezeichnet die physiologische Gesetzmäßigkeit, nach der das Sehorgan arbeitet, als das „Grundgesetz der Farbenlehre“ und im Ergebnis unterscheidet er elf Farbmischgesetze. Unter anderem formulierte er ein „Gesetz der Integrierten Mischung“, das für deckende Farbmittel gilt.
- Urfarben: Die drei Empfindungskräfte des Sehorgans, die zu den Basisempfindungen Orangerot (R). Grün (G) und Violettblau (B) führen, bezeichnet er als Urfarben. Wird keine Urfarbe aktiviert, ist die Basisempfindung im Sehorgan Schwarz (K).
- Grundfarben: Aus den drei Urfarben ergeben sich acht mögliche extreme Farbempfindungen, die er Grundfarben nennt. Er bezeichnet sie mit den eindeutigen und unverwechselbaren Farbnamen und den internationalen Abkürzungen Schwarz (K), Weiß (W), Gelb (Y=yellow(engl.)), Grün (G), Cyanblau (C), Violettblau (B), Magentarot (M) und Orangerot (R). Alle acht Grundfarben müssen vorhanden sein, wenn mit deckenden Farbmitteln gearbeitet wird, da sich nach seiner Erkenntnis keine von ihnen durch Mischung anderer Farben hervorbringen lässt.

### Darstellungssystem für die Farben-Anordnung.

Der Farbenkörper der „Farbenlehre nach Harald Küppers“

Küppers' geometrische Ordnung der Farbenvielfalt ist das Rhomboeder. Es ähnelt dem Vektormodell des RGB-Würfels, welcher jedoch über die Unbuntachse gestreckt ist. Durch diese Streckung liegen die Ebenen von R, G und B als auch C, M und Y genau auf je einem Drittel der Achse. So ist gleichzeitig die Zunahme der absoluten Helligkeit bei Additiver Mischung korrekt dargestellt, als auch bei Subtraktiver Mischung deren Abnahme. Eine Farbempfindung wird geometrisch als Vektoraddition der Urfarben R, G und B ausgehend von der schwarzen Spitze dargestellt. Umgekehrt ist aber auch die Subtraktive Mischung als Vektoraddition der Grundfarben C, M und Y von der weißen Spitze ausgehend darstellbar. Die Mischung zweier komplementären Farben, die den gleichen Abstand zur Unbuntachse haben, ergibt immer grau, dessen Wert durch den Schnittpunkt auf der Unbuntachse bestimmbar ist.

### Farbqualitäten
Die qualitativen Parameter der Farben nennt Küppers ästhetische Unterscheidungsmerkmale. Sie ergeben sich aus den Mengenbeziehungen der Grundfarben-Teilmengen zueinander. Es gibt vier ästhetische Unterscheidungsmerkmale der Farben:
- die Buntart (üblicherweise Farbton),
- die Unbuntart (eine neu eingeführte Qualität, „Grauton“),
- den Buntgrad bzw. den Unbuntgrad (üblicherweise Sättigung),
- die Helligkeit.

Buntart, Unbuntart und Buntgrad sind ebenfalls absolut symmetrisch und logisch der Quantitätsordnung überlagert. Nur die Helligkeit der Farbnuancen macht eine Ausnahme. Denn entsprechend den verschiedenen Eigenhelligkeiten der Grundfarben kann es für das Unterscheidungsmerkmal Helligkeit keine symmetrische Anordnung im Rhomboeder-Farbenraum geben.
Die Ordnung der reinen bunten Farben, also der Buntarten, ist bei Küppers nicht der Farbkreis wie bei Itten oder bei Goethe, sondern das Sechseck (Buntarten-Sechseck). Küppers ist davon überzeugt, dass es bei optimalen geometrischen Ordnungen der Farben nur geradlinige Beziehungen zwischen den Farbnuancen geben kann. Küppers unterscheidet die
- bunten Grundfarben Y-M-C-R-G-B von den
- unbunten Grundfarben Weiß (W) und Schwarz (K).
  - Mischungen aus W und K sind Unbuntarten, die ihre geometrische Ordnung auf der Geraden der Unbuntarten (Unbuntarten-Gerade) finden.

### Küppers’ Basisschema der Farbenlehre
- Das Basisschema der Farbenlehre erklärt sowohl die Arbeitsweise des Sehorgans als auch die wichtigsten Farbmischgesetze.
- Die Arbeitsweise des Sehorgans: Die Basisempfindung des Sehorgans ist Schwarz. Die schwarzen Rhomben in der Mitte des Schemas weisen auf die drei Empfindungskräfte des Sehorgans hin, die Küppers Urfarben nennt, nämlich Orangerot (R), Grün (G) und Violettblau (B). Wirken je zwei Empfindungskräfte zusammen, entstehen die Farbempfindungen Gelb (Y), Magentarot (M) und Cyanblau (C). Sind alle drei Empfindungskräfte gleichzeitig voll aktiv, führt das zur Farbempfindung Weiß, gekennzeichnet durch die weißen Rhomben.
- Die additive Farbmischung: Sie funktioniert analog zur Arbeitsweise des Sehorgans. Additive Mischung ist die Mischung von bunten Farblichtern (Projektion im dunklen Raum, Fernsehen, Internet). Die Basisfarbe Schwarz wird durch die Dunkelheit im Raum bzw. im Fernsehkasten repräsentiert. Die Farblichter RGB sind hier die Primärfarben, auf die die schwarzen Rhomben im Schema hinweisen. Durch Mischung von je zwei Primärfarben entstehen als Sekundärfarben YMC. Weiß wird jetzt als Tertiärfarbe durch Mischung aller drei Primärfarben hervorgebracht.

Das Basisschema der „Farbenlehre nach Harald Küppers“

- Die subtraktive Farbmischung arbeitet mit transparenten Farbschichten, die als Farbfilter wirken (Buntfotografie, Vierfarbendruck, Aquarellmalerei). Hier ist die Basisfarbe Weiß, repräsentiert durch die weiße Papieroberfläche oder das weiße Durchleuchtungslicht beim Betrachten von Dias. Die Farbschichten YMC sind die Primärfarben, auf die im Basisschema die weißen Rhomben hinweisen. Durch Zusammenwirken der Absorptionen in den übereinander liegenden Filterschichten entstehen als Sekundärfarben RGB. Wenn alle drei Filterschichten übereinander liegen, bildet sich als Tertiärfarbe Schwarz, symbolisiert durch die schwarzen Rhomben.
- Die integrierte Farbmischung gilt für deckende Farbmittel (Temperafarben „Gouache“, Künstler-Ölmalfarben, Lacke, Farbpulver). Hier werden als Primärfarben acht Grundfarben benötigt, weil keine durch Mischung entstehen kann. Deshalb weisen die sechs bunten Grundfarben im Zackenring auf die Ecken des Buntarten-Sechsecks hin. Jetzt sind Sekundärfarben Mischungen aus zwei benachbarten Primärfarben. Jetzt sind auch Weiß und Schwarz Primärfarben. Sie sitzen im Basisschema an den Enden der Unbuntarten-Geraden. Jetzt sind die Graustufen (Unbuntarten), also die Mischung aus Weiß und Schwarz, Sekundärfarben. Tertiärfarben sind jetzt gebrochene, also unreine Farben, in deren Mischung drei Grundfarben zusammenkommen.

Als methodische Hilfe und als Alternative zum Rhomboeder-System schlug Küppers als Einstiegshilfe das Farbenraum-Modell der Sechskant-Doppelpyramide vor.

## Werke (Auswahl)
- Farbe – Ursprung, Systematik, Anwendung. Callwey, München 1972. Vollständig überarbeitete 4. Auflage 1987. ISBN 3-7667-0855-4, Einführung in die Farbenlehre.
- Die Logik der Farbe. Callwey, München 1976. 2. Auflage 1981. ISBN 3-7667-0601-2. Theoretische Grundlagen der Farbenlehre.
- Die Farbenlehre der Fernseh-, Foto- und Drucktechnik. DuMont, Köln 1985. ISBN 3-7701-1726-3, Taschenbuch dumont-TB 163, Farbentheorie der visuellen Kommunikationsmedien.
- Der Große Küppers-Farbenatlas. Callwey, München 1987. ISBN 3-7667-0841-4, 25.000 Farbnuancen aus 8 Grundfarben mit Kennzeichnung und Mischanleitung.
- Harmonielehre der Farben. 3. Auflage. DuMont, Köln 2000. ISBN 3-7701-2192-9, Theoretische Grundlagen der Farbgestaltung.
- Schule der Farben. 2. Auflage DuMont, Köln 2001. ISBN 3-7701-2841-9, Grundzüge der Farbentheorie für Computeranwender und andere.
- Das Grundgesetz der Farbenlehre. 10. Auflage. DuMont, Köln 2002. ISBN 3-8321-1057-7, Taschenbuch dumont-TB 65, Kompendium und didaktische Konzeption der Farbenlehre.
- Farbe verstehen und beherrschen. DuMont, Köln 2004. ISBN 3-8321-7434-6, Praktische Farbenlehre.
- Einführung in die Farbenlehre.Taschenbuch. DuMont, Köln 2016. ISBN 978-3-8321-6403-4
- DuMont Farbenatlas. 10. Auflage. DuMont, Köln 2007. ISBN 978-3-8321-9019-4, Über 5500 Farbnuancen mit digitalen Farbwerten, Kennzeichnung und Mischanleitung.
- Ich bekenne Farbe. Autobiographie Band 1, DuMont, Köln 2011, ISBN 978-3-832196004
- Höhen und Tiefen, ungeschminkt. Biographische Erzählungen, Band 2, united p.c Verlag, Berlin und Neckenmarkt 2014, ISBN 978-3-854388609.